# هيدروكسيستيلباميدين
هيدروكسيستيلباميدين (بالإنجليزية: Hydroxystilbamidine)‏ هي صبغة فلورية تنبعث منها ترددات مختلفة من الضوء عندما ترتبط بالحمض النووي والحمض النووي الريبوزي. يتم استخدامه كمتتبع رجعي  لتحديد الخطوط العريضة للخلايا العصبية، وكوصمة نسيجية كيميائية.